# Ponte di Can Tho
Il ponte di Can Tho (Cầu Cần Thơ in vietnamita) è uno ponte strallato sul fiume Bassac (Hậu)  che collega Can Tho e Vĩnh Long, nel Vietnam meridionale.
Il costo della costruzione è di 342,6 milioni di dollari statunitensi. La costruzione è iniziata in 2004 e, dopo un crollo catastrofico nel corso dei lavori nel 2007, è stato aperto al traffico il 24 aprile 2010.
Alle 8 del mattino del 26 settembre 2007 parte del ponte in costruzione è sprofondata. Al 27 settembre il numero delle vittime di questo incidente ammontava a 52 o, secondo altre fonti, 59 unità, quello dei feriti a 140.